# Scoliacma conspersa
Scoliacma conspersa là một loài bướm đêm thuộc phân họ Arctiinae, họ Erebidae.